# Герб Камеруна
Герб Камеруна состоит из щита с надписями (на английском и французском языках) выше и ниже его. За щитом две пересечённых фасции. Щит имеет цвет такой же как и флаг Камеруна, в центре расположена схематичная карта страны. Весы правосудия наложены поверх карты страны.
Надпись внизу сообщает о названии страны, и дата провозглашения независимости на французском. Верхняя надпись содержит национальный девиз: Paix, Travail, Patrie. Фасции являются символом власти в республике, а весы правосудия представляют справедливость.

## История герба
После провозглашения независимости страны правительство утвердило печать с изображением женской головы. Эту печать использовали только в течение одного года, после чего был принят герб похожий на современный.
На первой версии на ленте, размещённой над щитом, была надпись: «Республика Камерун — 01 января 1960 г.» -название страны и дата провозглашения независимости. Под щитом на девизной ленте — лозунг «Мир, работа, отечество».
В 1961 г. произошло объединение Восточного и Южного Камеруна. В связи с этим был изменён текст: появилось название «Федеративная Республика Камерун» и была удалена дата провозглашения независимости. В 1972 г. Федеративная Республика Камерун была преобразована в Объединённую Республику Камерун. В 1975 г. название государства было сокращено до «Республика Камерун» и была удалена одна из синих звёзд на гербовом щите. В 1984 г. был изменён цвет звезд с синего на золотой.
В 1986 г. были произведены окончательные изменения и все лозунги написаны на двух языках.
|  | Этот раздел нужно дополнить. Пожалуйста, улучшите и дополните раздел. (31 декабря 2013) |

|  | Этот раздел нужно дополнить. Пожалуйста, улучшите и дополните раздел. (31 декабря 2013) |